# 네오이뮨텍
네오이뮨텍(Neoimmunetech Inc.)는 T 세포 기반 면역치료를 연구하는 미국에 설립된 바이오 회사이다.
본사 미국 2400 Research Blvd., Suite 250, Rockville, MD 20850, USA에 위치해있으며, 한국 법인은 경기도 성남시 분당구 대왕판교로 395번길 8에 위치해 있으며 대표이사는 오윤석이다.

## 상장
2021년 3월 16일에 코스닥시장에 상장하였다

## 연구
2023년 임상 3건을 중단하였다

## 같이 보기
- 종근당
- 녹십자
- 유한양행
- 보령제약
- 제넥신

## 참고문헌
1. ↑  네오이뮨텍, 국제 사이토카인 학회에서 NT-I7 연구성과 대거 발표, 제약뉴스, 2023.10.16
2. ↑  원영빈, 한국IR협의회 네오이뮨텍 기술분석보고서 2023.10.19.
3. ↑  '임상3건 중단' 네오이뮨텍, 'NT-I7' “내년 췌장암 2상”, BioSpectator, 2023-07-13